# 裸足のトンカ
『裸足のトンカ』（原題：Tonka）は、1997年のフランス映画。
俳優のジャン＝ユーグ・アングラードがメガホン撮った初監督映画。当時恋人だったインド人のパメラ・スーをヒロインに迎えて撮ったスポーツ系ラブ・ストーリーで、アングラードは出演も兼ねている。

## あらすじ
スランプに陥ったスプリンターはある日、トンカという若い娘に出会い彼女に走りの才能を見出す。そしてトンカのコーチをする事になり、やがて2人は愛し合うのだが・・・・。

## キャスト
| 役名           | 俳優                         | 日本語吹替                                                                                         |
| -------------- | ---------------------------- | -------------------------------------------------------------------------------------------------- |
| スプリンター   | ジャン＝ユーグ・アングラード | 井上倫宏                                                                                           |
| トンカ         | パメラ・スー                 | 高乃麗                                                                                             |
| ピエトロ       | アレッサンドロ・アベル       | 坂口芳貞                                                                                           |
| トラン         | ウー・ハイ                   | 大川透                                                                                             |
| プフローム夫人 | マリサ・ベレンソン           | 寺内よりえ                                                                                         |
| その他         |                              | 佐久田修 天田益男 島香裕 田原アルノ 清水明彦 山崎健二 幸田夏穂 小野未喜 加瀬康之 矢薙直樹 中須友香 |

## 余談・補足
- この映画の製作がきっかけでアングラードとパメラ・スーは結婚したが、2000年頃に離婚した。
- パメラ・スーはインド夜想曲でエキストラで出演していたが映画本編では映ってはいない。